# Peronospora destructor
La peronospora della cipolla (Peronospora destructor) è un organismo simile a un fungo, oggi classificato tra i protisti. Esso è un parassita obbligato, caratterizzato da micelio non settato. Produce due tipi di spore: oospore di origine sessuale e sporangi di origine agamica prodotti in sporangiofori che emergono dagli stomi delle piante infette. Gli sporangiofori hanno rami primari e rami secondari e sterigmi ricurvi. Gli sporangi, sub-ialini e piriformi, sono caratterizzati da parete sottile, con una papilla all'estremità distale e misurano 18-30 x 40-70 µm. Le oospore, con parete ispessita e di forma sferica hanno un diametro di 40 –45 µm.
L'organismo provoca una grave malattia della cipolla e di altre liliacee del genere Allium, sulle quali può causare gravi danni alla produzione di bulbi.

## Sintomatologia e identificazione
La peronospora della cipolla si manifesta sulla parte epigea della pianta, colpendo foglie e scapi fiorali. In genere i sintomi iniziano a manifestarsi sulle foglie più vecchie, sulle quali compaiono macchie allungate, longitudinali, di dimensioni variabili e, se osservate di primo mattino,  di colore violetto per la presenza degli sporangi formatisi di notte. Nel corso della giornata, gli sporangi vengono liberati e dispersi nell'aria, ma sulle foglie rimane una patina grigio – biancastra costituita dagli sporangiofori. In condizioni ambientali idonee nuovi sporangi vengono prodotti e il ciclo si ripete. Successivamente, le foglie colpite ingialliscono, disseccano all'apice e tendono a piegarsi verso terra andando incontro a marcescenza. Se si instaurano condizioni siccitose la malattia rallenta e la pianta può emettere nuove foglie ed apparentemente riprendersi; ma non appena le condizioni tornano ideali, l'organismo riprende la sua attività. Sui tessuti colpiti si possono osservare colonizzazioni da parte di patogeni secondari, in particolare Alternaria spp. e Stemphylium botryosum.
Le infezioni possono aversi anche sui peduncoli fiorali con successiva morte dell'infiorescenza.
Le piante infette deperiscono; la riduzione dell'apparato fotosintetizzante, che può essere completamente distrutto in 4-5 settimane, si ripercuote sui bulbi che rimangono piccoli e di scarsa qualità, mentre la produzione di seme diminuisce per la morte delle infiorescenze. Gravi attacchi possono portare a perdite di produzione del 60 – 75%; nel caso delle cipolle da insalata si sono registrate perdite anche del 100% dei bulbi.

## Biologia ed epidemiologia
Il patogeno può sopravvivere come micelio nei bulbi (che costituiscono la fonte di inoculo più importante), nei semi, sui residui colturali e su specie spontanee del genere Allium spp; come oospora può conservarsi nel terreno per 5 anni.
La formazione degli sporangi avviene di notte, prevalentemente tra le 2 e le 6 con umidità relativa superiore al 95%  e temperature comprese tra 4 e 24 °C (ottimali 12-13 °C). Gli sporangi, prodotti sulle foglie lesionate, verranno però rilasciati solo al mattino con un picco tra le 7 e le 9, quando le foglie iniziano ad asciugare e l'umidità relativa si riduce. Le ore più sfavorevoli al rilascio sono quelle notturne, in cui l'aria è satura di umidità.
La germinazione e la penetrazione fogliare degli sporangi è ottimale a temperature comprese tra 10 e 13 °C, (ma può comunque avvenire a temperature comprese tra 6 e 27 °C), umidità relativa elevata e bagnatura fogliare (almeno 3-6 ore), in quanto gli sporangi possono germinare soltanto in un velo d'acqua.
In condizioni ambientali adatte, l'organismo emette un tubulo germinativo che penetra attraverso gli stomi e si espande negli spazi intercellulari assorbendo il contenuto citoplasmatico delle cellule vegetali. 
Il ciclo infettivo del patogeno è caratterizzato da un periodo di latenza relativamente lungo (9-16 giorni) seguito da un breve periodo (1-2 giorni) in cui si ha la sporulazione. Durante la fase di latenza non ci sono sintomi visibili che possano permettere l'identificazione della presenza del patogeno. In condizioni ottimali si possono avere 3-4 cicli infettivi nell'arco di 45 giorni.

## Lotta
La lotta contro questa avversità si avvale di accorgimenti agronomici oltre che di interventi di tipo chimico. La fase fenologica più suscettibile alla malattia è quella di 4- 5 foglie, fase in cui i controlli devono essere più frequenti ed accurati.

### Lotta agronomica
Come per la maggior parte delle avversità dei vegetali la prevenzione e le tecniche agronomiche di difesa giocano un ruolo fondamentale per limitare la gravità della malattia. Nel caso di Peronospora destructor è consigliabile:
- impiegare bulbi sani: i bulbi sono una delle principali vie di trasmissione del patogeno
- rotazioni colturali: evitare di ripetere sullo stesso terreno la coltivazione di specie suscettibili per almeno 2 anni (preferibilmente 4)
- impiegare cultivar resistenti
- prediligere zone ventilate (es. aree collinari)
- ottimo drenaggio del terreno
- evitare le coltivazioni eccessivamente fitte
- irrigare solo se necessario, prediligendo le ore mattutine per consentire alla vegetazione di asciugare ed evitare le irrigazioni soprachioma
- distruggere i residui colturali tramite interramento o bruciatura
- non eccedere nelle concimazioni azotate

### Lotta chimica
Gli interventi chimici vengono eseguiti nei periodi più favorevoli per lo sviluppo della malattia (piogge ripetute e umidità relativa elevata), mediante irrorazioni ripetute ogni 7 - 14 giorni in relazione alla persistenza del prodotto e all'andamento climatico. I principi attivi impiegabili contro questa avversità sono:
- Prodotti rameici
- Azoxystrobin
- Cimoxanil
- Benalaxil
- Metalaxil-M
- Dodina
- Iprovalicarb

È opportuno tener presente che la forma e la presenza di sostanze cerose sulle foglie delle liliacee rendono difficoltosa l'applicazione di fungicidi che tendono a scivolare via prima di aver esplicato un'azione efficace. È quindi necessario prestare attenzione alla formulazione del fitofarmaco ed in particolare alla presenza di adesivanti e bagnanti.
Per evitare l'insorgere di fenomeni di resistenza è inoltre raccomandabile alternare i principi attivi impiegati.

### I modelli previsionali
L'applicazione di fungicidi per la lotta verso Peronospora destructor viene spesso effettuata in via preventiva, con maggiori rischi di impatto ambientale, di sviluppo di resistenze da parte del patogeno e maggiori costi per il produttore. Sono quindi stati sviluppati modelli previsionali informatici volti a stabilire il momento ottimale per l'avvio di un'infezione e quindi per l'applicazione del fungicida. Tali modelli si basano sulle condizioni ambientali di temperatura e umidità relativa idonee per lo sviluppo della malattia.
Il primo modello di forecasting per la peronospora della cipolla è stato DOWNCAST, basato sulle condizioni necessarie per la sporulazione e l'infezione e sviluppato in Canada. Tale modello, applicato in Nuova Zelanda, permise di ridurre l'applicazione di fungicidi del 40%.
Successivamente in Italia è stato sviluppato il modello ONIMIL, mentre il modello DOWNCAST ha subito alcune modifiche da parte di altri ricercatori. Nonostante le migliorie apportate, studi condotti in Inghilterra e in Germania rilevarono che il modello non si adattava bene alle condizioni climatiche di quelle zone, perciò in Inghilterra fu sviluppato il modello MILIONCAST.
Nonostante le ulteriori innovazioni però, non sempre l'utilizzo di questi modelli consente ancora un grado ottimale di previsione dell'infezione.